# Morerebi
Morerebi, pleme američkih Indijnaca iz brazilske džave Amazonas koji pripadaju široj skupini Tupi-Kawahiba, ali već odavno žive razdvojeni od njih. Govore posebnim jezikom morerebi, članom skupine Kawahib, porodice Tupi-Guarani. Populacija im iznosi 100 (2000). Imaju svega dva sela na rijeci rio Marmelos a ostali žive izolirano na Rio Prêto i izbjegavaju kontakte s drugim kulturama.

## Vanjske poveznicer
- Mission Atlas Project  Arhivirana inačica izvorne stranice od 5. ožujka 2016. (Wayback Machine)